# Bankgebäude Cuxhavener Straße 18

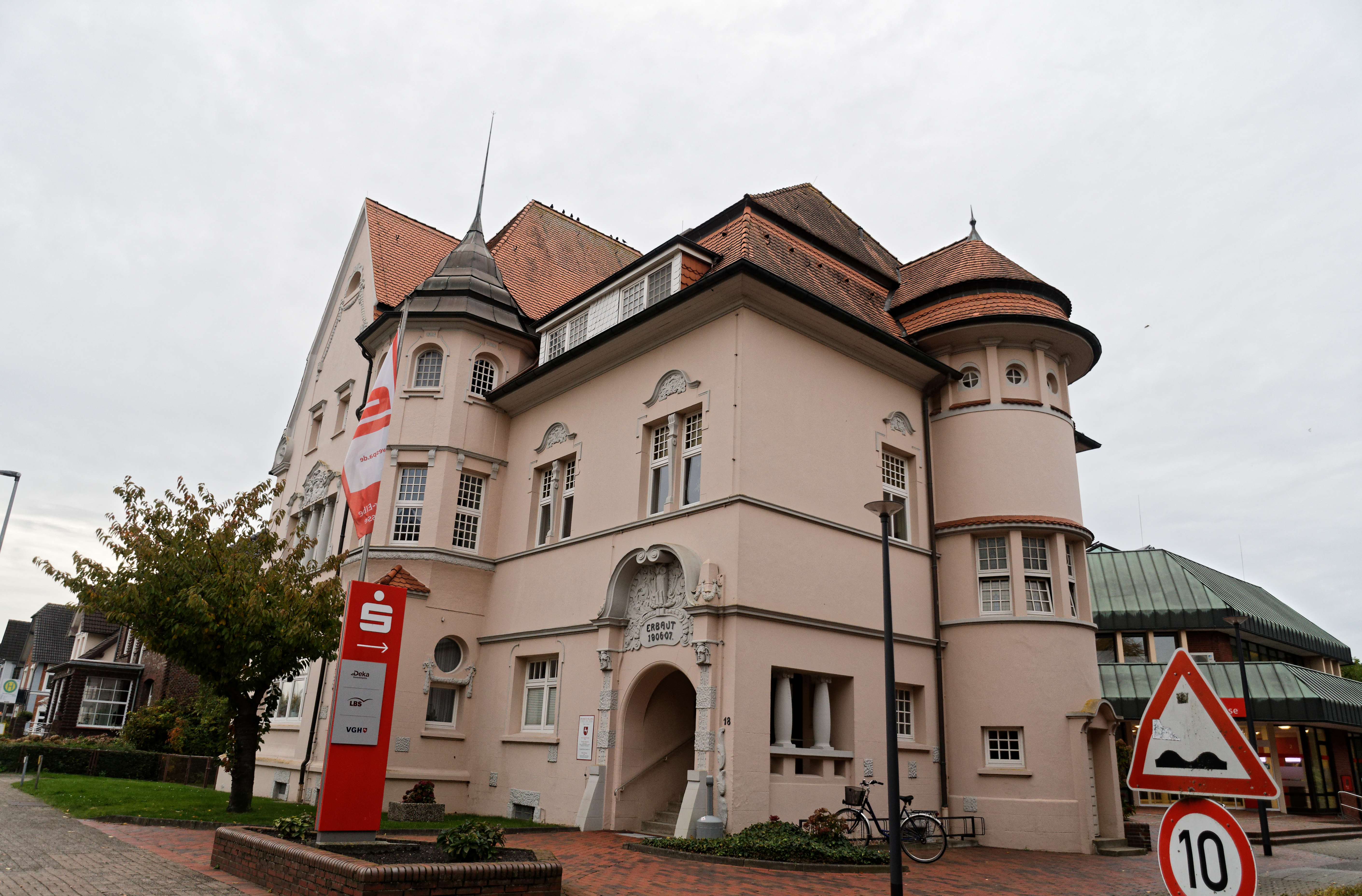
Bankgebäude Cuxhavener Straße 18

Das Bankgebäude Cuxhavener Straße 18 in der niedersächsischen Samtgemeinde Land Hadeln, Gemeinde Otterndorf im Landkreis Cuxhaven, wurde 1907 errichtet. Aktuell (2024) wird es als Bürohaus genutzt.
Das Gebäude steht unter Denkmalschutz (siehe auch Liste der Baudenkmale in Otterndorf).

## Geschichte und Beschreibung
Otterndorf war der Hauptort des Landes Hadeln. 1400 erhielt er von Herzog Erich von Sachsen-Lauenburg das Stadtrecht. Am Ende des 19. Jahrhunderts fand eine Süderweiterung des Zentrums mit bedeutsamen Gebäuden statt. In zentraler Position an der Cuxhavener Straße steht das Bankgebäude.
Das zweigeschossige traufständige historisierende verputzte Gebäude mit ziegelgedecktem Mansard-, Walm- und Satteldach sowie verschiedenen Baukörpern wurde 1907 (Inschrift) für die Sparkasse gebaut. Dekorativ ist das kleine dreigeschossige oktogonale Türmchen mit einer Glockenhaube. Die sehr differenzierte Fassade wurde vor allem im Bereich der Eingangstür und am Giebelrisalit in der Südfassade geschmückt. Die Originalfenster sind teilweise erhalten. Aktuell (2024) ist hier die Geschäftsstelle Otterndorf der Weser-Elbe Sparkasse mit einem Neubau auf dem Areal. Im Altgebäude sind u. a. auch eine Steuerkanzlei, eine Anwaltskanzlei sowie weitere Büros und Wohnungen untergebracht.
Das Landesdenkmalamt befand u. a.: „… Teil der westlichen Stadterweiterung …“
Das denkmalgeschützte Ensemble um Cuxhavener Straße und Bahnhofsstraße umfasst die Gebäude Post, Schule + Turnhalle, Wohnhäuser und eine Bank.